# Saborna crkva u Mostaru
Saborna crkva u Mostaru je bila saborna crkva Zahumsko-hercegovačke i primorske eparhije Srpske pravoslavne crkve od 1873. godine do 1992. godine. Bila je najveća crkva na Balkanu do kraja 19-og stoljeća.

## Povijest
Saborna crkva je sagrađena 1873. godine i predstavljala je jedan od simbola grada Mostara. Nalazi se na lokaciji Brankovac. Velelepna, monumentalna i živopisna crkva posvećena Svetoj trojici bila je jedan od najviših i najljepših pravoslavnih crkava na Balkanu. Slava Saborne crkve u Mostaru je Praznik Pedesetnice (Silazak Svetog duha na apostole). Crkva je potpuno srušena u ratu 1992. godine. Dana 15. lipnja 1992. crkva je granatirana a onda zapaljena, a nedugo potom i minirana.
Saborna crkva u Mostaru je građena u periodu od 1863. do 1873. godine. Novac za gradnju dali su pravoslavci Mostara i okoline. Veliki prilog poslao je sultan Abdul Aziz, a dio novca darovan je iz Rusije. Graditelji crkve bili su Spasoje Vulić i Andrej Damjanov.
Crkva je Bazilikalne osnove, s malim i malobrojnim otvorima, nadogradnja je bizantijskog stila sa šest nejednakih kupola na visokim ostakljenim tamburima, koji su osvijetljavali unutrašnjost. Zvonik koji je građen u baroknom stilu, atike s gotičkim i orijentalnim šiljcima i bogata plastika oko otvora, bile su stilske karakteristike Saborne crkve u Mostaru.
Spoljne mere crkve u osnovi su 26 x 45 m, visina centralne kupole je 30 m, a visina zvonika s krstom je 45 m. U unutrašnjosti crkve dominirali su elementi u bogatom pozlaćenom duborezu, impozantni oltar s 44 ikone, klasicistička ulja na platnu, kružno stepenište s propovjednicom i svečana prijestolja za episkopa i svećenike. Krajem 20. stoljeća, središnju kupolu i južni zid oslikali su grčki freskoslikari. Velika trodjelna kamena kapija, djelo arhitekte Momira Korunovića, izvedena je početkom 20. stoljeća u stilu nacionalno-romantičarskog ekspresionizma.
Obnova Saborne crkve u Mostaru započeta je 2010. godine. U crkvi je 1888. sahranjen mitropolit Leontije Radulović čije su relikvije pronađene 2010. prilikom obnove crkve.

## Vanjske povezice
- Saborna crkva u starom ruhu uskoro u razglednici Mostara